# تييري كوريا
تييري كوريا هو لاعب كرة قدم برتغالي في مركز الظهير الأيمن، ولد في 9 مارس 1999 في أمادورا في البرتغال. لعب مع سبورتينغ لشبونة ب و حالياً يلعب ل‍نادي فالنسيا.

## وصلات خارجية
- تييري كوريا على موقع الاتحاد الأوربي (الإنجليزية)
- تييري كوريا على موقع قاعدة بيانات كرة القدم.إي يو (الإنجليزية)
- تييري كوريا على موقع Soccerway.com (الإنجليزية)
- تييري كوريا على موقع عالم كرة القدم.نت (الإنجليزية)